# Absturz der Junkers Ju 52 HB-HOT
Beim Absturz der Junkers Ju 52 der Ju-Air mit dem Luftfahrzeugkennzeichen HB‑HOT am Nachmittag des 4. August 2018 im Kanton Graubünden in der Schweiz kamen alle 20 Insassen, darunter zwei Piloten, eine Flugbegleiterin und 17 Passagiere, ums Leben.
Es ist der schwerste Flugunfall in der Schweiz seit 2001, als eine Avro RJ100 auf dem Crossair-Flug 3597 beim Landeanflug auf den Flughafen Zürich in Bassersdorf am Boden aufprallte. Als Unfallursache benennt der Schlussbericht der Schweizerischen Sicherheitsuntersuchungsstelle schwerwiegendes Fehlverhalten der Piloten und des Betreibers.

## Ablauf

### Vor dem Absturz
Die historische Maschine der Ju‑Air mit dem Kennzeichen HB‑HOT war für einen Mehrtagesausflug im Einsatz, der vom Militärflugplatz Dübendorf zum Flugplatz Locarno und zurück führen sollte. Die Reise wurde, wie viele weitere ähnliche Angebote zuvor ebenfalls, von der Ju‑Air organisiert und ausgeschrieben. Die 17 verfügbaren Plätze der Reise waren ausgebucht.
Der Hinflug führte die Reisegruppe am Freitagvormittag, dem 3. August 2018, von Dübendorf aus nach Locarno. Kurz vor Mittag landete das Flugzeug auf dem Flugplatz Locarno.

### Unfallflug
Die Maschine hob für den Rückflug am Samstag, dem 4. August um 16:10 Uhr planmässig vom Flugplatz Locarno ab und flog via Bellinzona nach Biasca, ins Bleniotal sowie über den Lago di Luzzone und die Greina-Ebene. Um 16:51 Uhr überquerte sie die Surselva nach Nordosten und passierte Obersaxen. Um 16:53 Uhr passierte die Maschine den Crap Sogn Gion und flog danach in den Talkessel südwestlich des Piz Segnas ein. Die Piloten führten das Flugzeug hochriskant, indem sie es in geringer Höhe und ohne Möglichkeit für eine Umkehrkurve oder einen sonstigen alternativen Flugweg in ein enges Tal steuerten.
Um 16:56 Uhr begann die Maschine gegen das nördliche Ende des Talkessels eine Linkskurve. Die Fluggeschwindigkeit war zu gering; Turbulenzen verursachten einen Strömungsabriss; die Maschine trudelte nach unten. Wegen der geringen Höhe über Grund war die Situation ausweglos; wenige Sekunden später prallte die Maschine südöstlich unterhalb des Segnespasses und des Martinslochs auf etwa 2540 m ü. M. Höhe auf dem Gemeindegebiet von Flims fast senkrecht in die dort kaum geneigte Geländekammer. Sie wurde beim Aufprall komplett zerstört.

### Rettungs- und Bergungsmassnahmen
Mehrere Augenzeugen, darunter der Hüttenwart einer nahegelegenen Hütte, beobachteten den Absturz. Sie alarmierten die Polizei und eilten zum Wrack, um Erste Hilfe zu leisten. Ein Sender im Flugzeugwrack sendete ein peilbares Notsignal. Nach dem Alarm an die Kantonspolizei rückten Retter diverser Organisationen zu Fuss und mit Helikoptern in das Unfallgebiet aus. Am Abend wurde das Gebiet um die Absturzstelle vom Bundesamt für Zivilluftfahrt (BAZL) zum Flugbeschränkungsgebiet erklärt. Die Kantonspolizei überwachte die Unfallstelle in der Nacht.
Die Polizei bestätigte, dass es keine Überlebenden gab. Sie veröffentlichte Polizeifotos, die den auf dem Rücken liegenden stark gestauchten Rumpf der Ju 52 zeigen. Ihr Heck knickte beim Aufprall ab.
In den folgenden Tagen bargen Einsatzkräfte die menschlichen Überreste und die Wrackteile. Diese Arbeiten wurden am 9. August offiziell abgeschlossen. Am Unfallort erinnern Steinhaufen an den Absturz.

## Flugzeug

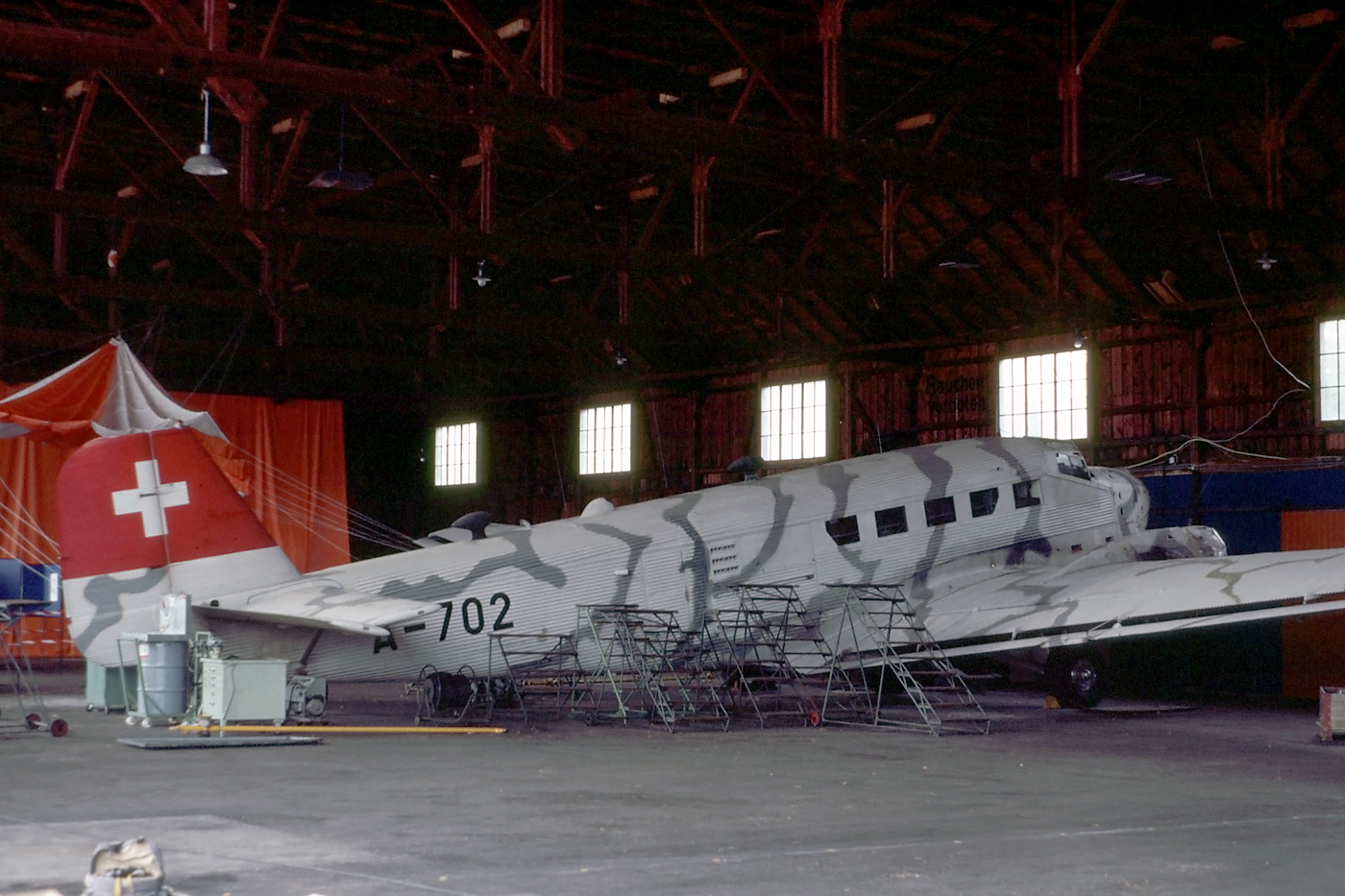
Die Unfallmaschine als A‑702 mit dem Tarnanstrich aus dem Film Agenten sterben einsam

Die Junkers Ju 52/3m g4e wurde 1939 im Werk Dessau der Junkers Flugzeug- und Motorenwerke gebaut und fabrikneu an die Schweizer Fliegertruppe ausgeliefert. Diese stellte die Maschine am 4. Oktober 1939 mit dem militärischen Kennzeichen A‑702 in Dienst. Am 15. Oktober 1982 gab die Luftwaffe die Junkers mit 3545 Betriebsstunden als Dauerleihgabe zur kostenlosen Nutzung dem Träger der Ju‑Air, dem Verein der Freunde der schweizerischen Luftwaffe (VFL), ab. Am 29. Juli 1985 wurde das Flugzeug zivil als HB‑HOT registriert und fortan für zivile, gewerbsmässige Flüge eingesetzt.
Zum Zeitpunkt des Unfalls hatte die Maschine 10'189 Flugstunden absolviert. Gemäss Untersuchungsbericht wurden mit dem Flugzeug 8783 Landungen durchgeführt. Es war zwei Flugstunden zuvor, bei 10'187 Flugstunden, am 31. Juli 2018 letztmals gewartet worden, wobei keine Mängel festgestellt worden waren. Die letzte Prüfung durch das BAZL fand am 6. April 2018 statt. Der Schlussbericht listet allerdings mehrere technische Mängel auf, die Maschine befand sich nicht in einem ordnungemässen technischen Zustand und erreichte die ursprünglichen Flugleistungen nicht mehr, die Instandhaltung war nicht zielführend organisiert. Direkt ursächlich für den Absturz waren diese technischen Mängel aber nicht.
Alle Flugzeuge der Ju‑Air – neben dem Unfallflugzeug noch zwei weitere – besitzen, im Gegensatz zu anderen noch fliegenden Ju 52, originale BMW‑132-Motoren. Diese Neunzylinder-Sternmotoren wurden 1939 mit den Werksnummern 67438, 68842 und 70578 erbaut. Sie wiesen zwischen 5687 und 8228 Betriebsstunden auf, wurden aber in der Zwischenzeit (2010, 2013 sowie 2016, je nach Motor) generalüberholt.
HB‑HOT war eine der letzten flugfähigen Ju 52. Das Flugzeug war im Film Agenten sterben einsam (1968) zu sehen. Die Schweizer Luftwaffe behielt das Tarnmuster aus dem Film bei. Die Ju‑Air benutzte später verschiedene Bemalungen für Werbekunden. Im Film Operation Walküre – Das Stauffenberg-Attentat (2008) hatte die Unfallmaschine einen Auftritt als Hitlers Dienstflugzeug (Kennzeichen D‑2600). Sie erschien auch im Film Bis zum Horizont, dann links! (2012).

## Passagiere und Besatzung
An Bord befanden sich drei Besatzungsmitglieder und 17 Passagiere, die zwischen 42 und 84 Jahren alt waren, davon elf Männer und neun Frauen. Siebzehn von ihnen waren Schweizer, drei österreichische Staatsbürger. Unter ihnen befand sich mit Jürg Dedial auch ein ehemaliger Redaktor der Neuen Zürcher Zeitung.
Die Piloten waren 62 und 63 Jahre alt und verfügten über eine Flugerfahrung von 943 beziehungsweise 297 Flugstunden auf der Ju 52. Beide waren zuvor rund 30 Jahre bei der Schweizer Luftwaffe sowie bei den Linienfluggesellschaften Swissair, Swiss und Edelweiss Air als Piloten aktiv gewesen, zuletzt auf den Typen Airbus A330 und A340. Die 66‑jährige Flugbegleiterin war mehr als 40 Jahre in ihrem Beruf tätig.

## Untersuchungsergebnisse und weitere Entwicklungen

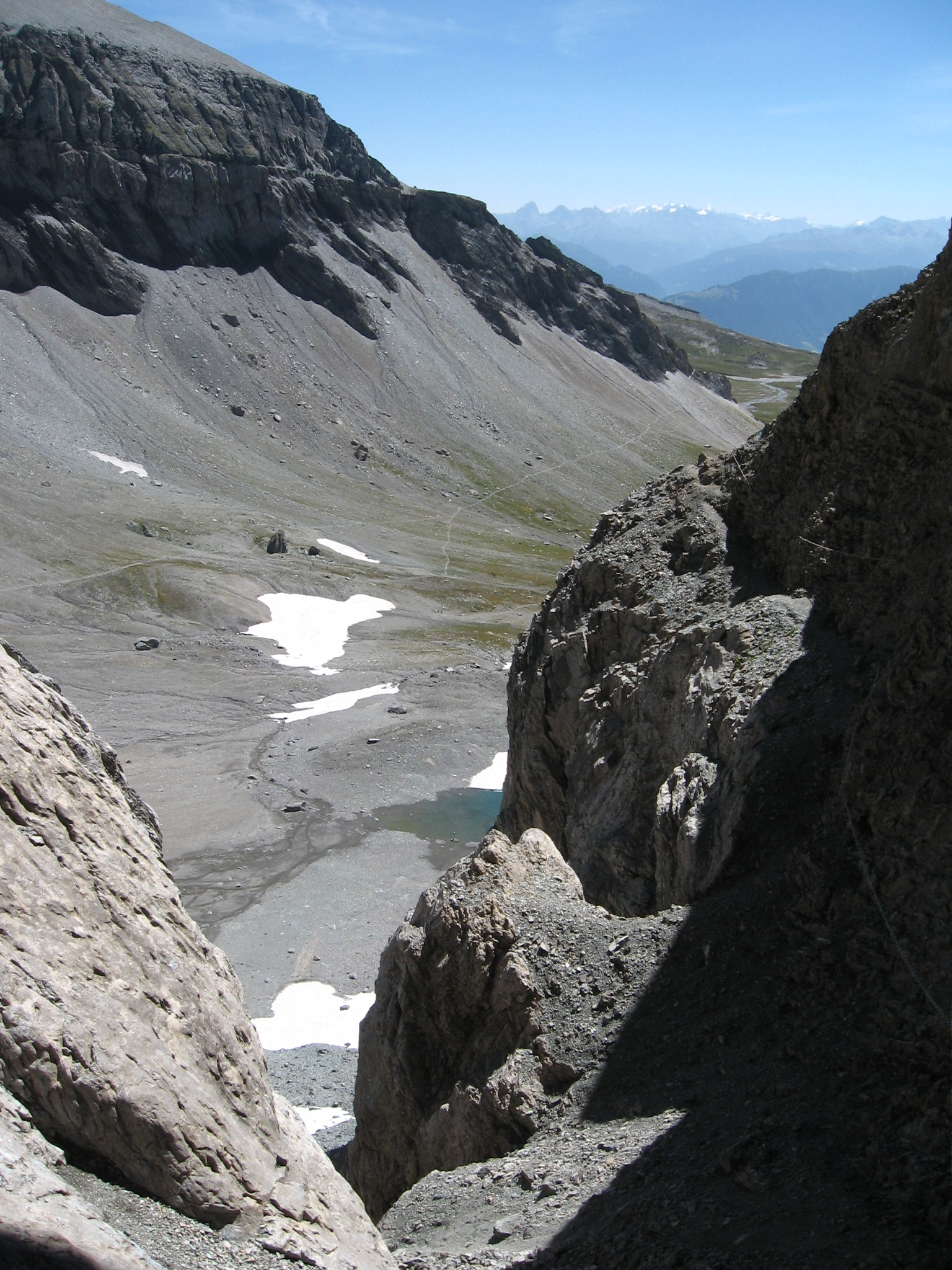
Der ungefähre Unfallort im Talboden gesehen vom Martinsloch, südöstliche Blickrichtung

### Erste Erkenntnisse und erstes Grounding
Laut der Medienkonferenz vom 5. August in Flims stürzte das Flugzeug nahezu senkrecht und mit hoher Geschwindigkeit zu Boden. Es gebe keine Hinweise darauf, dass es bereits in der Luft auseinandergebrochen oder dass vor dem Aufprall ein Feuer ausgebrochen wäre. Nach bisherigen Erkenntnissen sei kein Notruf gesendet worden. Eine Kollision mit einem Hindernis wird von den Behörden als Absturzursache ausgeschlossen. Ein Augenzeuge beobachtete, wie die Maschine aus einer scharfen Kurve abkippte und nach wenigen Sekunden senkrecht auf dem Boden aufschlug.
Gemäss Augenzeugen war der Himmel zum Unfallzeitpunkt leicht bewölkt, es war ein warmer Tag mit einer in den Bergen häufig üblichen Gewitterneigung für den späteren Nachmittag. Eine Wetterstation auf dem rund acht Kilometer entfernten Crap Masegn meldete zum Zeitpunkt des Absturzes Böenspitzen von nicht mehr als 25 Knoten (45 km/h). Im Gebirge sind jedoch lokale Gegebenheiten schwer vergleichbar. Die Wolkenuntergrenze lag bei rund 3400 Metern, die Sicht darunter über zehn Kilometer.
Die Ju‑Air verkündete, als Folge des Unfalls sämtliche Flüge bis auf weiteres auszusetzen. Am 8. August wurde die Wiederaufnahme des Flugbetriebs für den 17. August angekündigt. Es gebe keine Hinweise auf mangelnde Betriebssicherheit.

#### Fehlender Flugdatenschreiber
Die Flugunfalluntersuchung ist dadurch erschwert, dass das betroffene Flugzeug keinen Flugdatenschreiber hatte; ein solcher war aufgrund des Baujahres nicht vorgeschrieben. Für die Rekonstruktion des Ereignisses ist die Untersuchungsbehörde daher auf Augenzeugen und Aufzeichnungen durch Mobiltelefone sowie Filmkameras angewiesen. Gemäss Zwischenuntersuchungsbericht vom 20. November 2018 konnte an der Unfallstelle eine grössere Anzahl von Mobiltelefonen und einzelne Filmkameras von Passagieren und Besatzungsmitgliedern sichergestellt werden. Diese Aufzeichnungsgeräte wurden beim Unfall teilweise stark beschädigt, sodass die Auslesearbeiten der sichergestellten Geräte weiter andauere. Sie rief daher dazu auf, weitere relevante Aufnahmen von Augenzeugen der Untersuchungsbehörde zukommen zu lassen. Videoaufnahmen der letzten Sekunden vor dem Aufschlag am Boden liegen den Untersuchungsbehörden vor.

### Betriebliche Auflagen
Als Auflage wurde vom BAZL eine Einschränkung der Bewegungsfreiheit in der Kabine verfügt. Cockpitbesuche und beidseitiges Fotografieren waren mit der durchgehenden Anschnallpflicht nicht mehr möglich. Eine neue Mindestflughöhe von 300 Metern über dem Boden in unbewohnten Gebieten (vorher 150 m) bzw. 600 m über bewohnten Gebieten (zuvor 300 m) wurde verfügt sowie die Auflage, ein GPS-Datenaufzeichnungsgerät mitzuführen.
Im Oktober 2018 gab der Chef der Ju‑Air ein Interview in der Zeitung Südostschweiz. Er sei mit einem sicheren Gefühl in den Flug vom 17. August eingestiegen. Dabei erwähnte er eine Aussage der Pressekonferenz am 5. September im Sinne von «kein technisches Problem». Der Untersuchungsleiter der SUST erklärte daraufhin gegenüber dem Tages-Anzeiger zu diesem Zeitpunkt lediglich den Ausschluss einer Kollision sowie einen Ausschluss eines Verlusts von Teilen im Flug für sicher. Technische Ursachen könnten hingegen erst später benannt oder ausgeschlossen werden. Das Wrack werde dazu in Payerne untersucht. Analysiert würden zudem die betrieblichen Grundsätze der Ju‑Air. Der Chefpilot der Ju‑Air erklärte zur neu geltenden Gurte-Tragpflicht, dass der Seitenwechsel von Passagieren zwecks Fotos von den Piloten in der Ju auf Grund ihrer geringen Rumpfbreite nicht zu spüren sei.

### Zwischenbericht vom November 2018 und zweites Grounding
Am 20. November 2018 veröffentlichte die Untersuchungsstelle einen Zwischenbericht. Zu den meteorologischen Bedingungen wurde festgehalten, dass die Nullgradgrenze auf rund 4600 Metern lag, und dass auf 2500 Metern Höhe die Luft rund 16 Grad wärmer war als durch die Standardatmosphäre vorausgesagt (vgl. Dichtehöhe). Der Sommer 2018 war der heisseste in der Schweiz bis dato registrierte Sommer und einer der trockensten. Die Verformung der Propellerblätter weist darauf hin, dass die Motoren im Moment des Aufpralls mit einer hohen Drehzahl liefen. In den Tanks befand sich eine «beträchtliche» Menge Treibstoff; ein Feuer brach jedoch nicht aus.
Technische Untersuchungen des Wracks zeigten, dass keine Strukturbauteile oder Steuerflächen des Flugzeuges fehlten. Es waren einige Zylinder eines Wracks einer Ju 52 verbaut, welche am 4. Januar 1941 auf dem Umbalkees-Gletscher in Prägraten (Österreich) notlanden musste und 2002 und 2003 geborgen wurde. Dies ist allerdings zulässig, sofern ein dazu befähigter Betrieb die Sicherheit und Konformität der Teile bescheinigt. An der Flügelstruktur, insbesondere an den Holmen und den Motorträgern, waren frühere und zum Teil mangelhafte Reparaturen sichtbar. An einem Holmrohr des linken Flügels wurde im Bereich der Motorträger eine Stelle mit Rissen vorgefunden. Des Weiteren wurden an Holmen, Scharnieren, Beschlägen der Tragflügel und im Bereich der Kabinenbodenplatte erhebliche Korrosions- und andere Schäden entdeckt. Ausserdem waren Treibstoffleitungen aufgrund ihres Alters – bis zu 30 Jahre – erheblich beschädigt.
Sowohl bei der betreibenden Ju‑Air als auch bei der verantwortlichen Motorenwerkstatt wurden Mängel in der Aufbewahrung von Flugzeugbauteilen festgestellt. Es fehlte eine saubere Identifikation und Dokumentation der Teile nach EASA-Vorschriften. Wartungsarbeiten seien nicht konsistent dokumentiert worden und zwischen der Ju‑Air und dem Wartungsunternehmen habe eine starke personelle Verflechtung bestanden. Wartungsbetriebe müssen das BAZL benachrichtigen, wenn sie Ersatzteile selbst herstellen. Nach dem Zwischenbericht sei jedoch von 2000 bis zum Unfalltag nie eine Notice of Modification abgeschlossen worden.
Laut Untersuchung standen die festgestellten Schäden und Mängel nicht im Zusammenhang mit dem Absturz. Dennoch entzog das BAZL am 16. November 2018 den Schwesterflugzeugen HB‑HOP und HB‑HOS mit sofortiger Wirkung und bis auf weiteres das Lufttüchtigkeitszeugnis. Es bestehe das Risiko, dass aufgrund desselben Baujahrs, der ähnlichen Betriebsart und der vergleichbaren Betriebszeiten vergleichbare Mängel bestehen und dadurch die Flugsicherheit gefährdet sei.

### Entzug der Bewilligung für kommerzielle Flüge
Das Bundesamt für Zivilluftfahrt entzog der Ju‑Air am 12. März 2019 die Bewilligung für kommerzielle Flüge. Eine nationale Bewilligung für Flüge mit Vereinsmitgliedern sowie nur im Inland bleibe hingegen möglich. Das Flugzeug HB‑HOS war zu diesem Zeitpunkt zerlegt und umfangreich durchleuchtet worden. Zum Zeitpunkt des Bewilligungsentzugs hoffte die Ju‑Air auf eine Abnahme der Röntgenaufnahmen durch das Bundesamt und auf den Betrieb dieses einen Flugzeugs für den Sommer 2019. An der Generalversammlung vom 27. April 2019 wurde eine Generalüberholung der drei anderen Ju‑52 (HB‑HOP, ‑HOS und ‑HOY) und deren erneutes Abheben ab 2021 in Aussicht gestellt.

### Entzug der Zulassung der Wartungsbetriebe
Am 5. Mai 2019 berichtete die SonntagsZeitung, dass das BAZL sowohl der Ju‑Air als auch der Naef Flugmotoren AG die Bewilligung zum Warten der Maschinen respektive zum Warten der Kolbenmotoren entzogen hatte. Grund dafür seien drei eingehende Inspektionen, welche ernsthafte Verstösse zu Tage geführt hätten. Diese Verstösse würden zu reduzierten Sicherheitsstandards der Flugzeuge als auch zu einer Gefährdung der Flugsicherheit führen. In der Schweiz gibt es somit keine Personen und keine Betriebe mehr, denen es erlaubt ist, die Ju 52 zu warten. Die betroffenen Betriebe können in der Zukunft um eine erneute Zulassung ersuchen.

### Weitere Zwischenberichte
August 2019
Am 2. August publizierte die SUST einen weiteren Zwischenbericht, der vor allem die seit dem Unfall laufenden Untersuchungen schilderte.
Eine grosse Anzahl von Foto- und Videoaufnahmen von Augenzeugen – sowohl vom Unfallflug wie auch von vorherigen Flügen – standen zur Verfügung, und diese wurden mit Radaraufzeichnungen und Wetterdaten (Luftdruck und Temperatur) korreliert, um Rückschlüsse auf die Flugtaktik der jeweiligen Besatzungen zu erhalten. Die Insassen trugen mehr als vierzig Kameras und Mobiltelefone bei sich, auf welchen Bild- und Videomaterial des Unfallfluges vermutet wurde. Bei einigen Geräten gelang es, Bilder beziehungsweise Videos vom Unfallflug und vom vorherigen Flug auszulesen, während die Arbeiten an anderen Datenträgern weiter gingen. Von der Unfallstelle wie auch von einem baugleichen Flugzeug wurde mittels Laserscans und Fotografien ein 3D‑Modell erstellt. Meteorologen wurden damit beauftragt, im Unfallgebiet eine Wetterstation (mit Wind-LIDAR) zu betreiben und kleinräumige Windsimulationen zu erstellen. Mittels Spektralanalysen von Tonaufnahmen wurde schliesslich die Motorleistung analysiert.
Die Integration all dieser Daten sollte eine Rekonstruktion des Flugpfades, der Fluglage, der Fluggeschwindigkeit und letztlich auch der Leistungsreserve der HB‑HOT zum Unfallzeitpunkt erlauben. Ein Abschlussbericht wurde für das erste Quartal des Jahres 2020 angekündigt, später jedoch auf den Herbst verschoben.
August 2020
Am 4. August – dem zweiten Jahrestag des Unfalls – publizierte die SUST einen weiteren Bericht. Kernpunkte dieses Zwischenberichts waren:
- 44 Datenträger aus Kameras und Mobiltelefonen wurden sichergestellt; acht von ihnen konnten ausgelesen werden.
- Die im vorherigen Zwischenbericht angekündigten bzw. beschriebenen Untersuchungen wurden abgeschlossen.
- Systemische Ursachen: Die SUST untersuchte die Betriebsgrundsätze, die Ausbildung der Besatzungen und die Führungsinstrumente im Hinblick auf den Unfall. Ebenso waren die behördliche Aufsicht des BAZL über die Ju-Air wie auch die betriebsinternen Qualitäts- und Sicherheitsmanagementkonzepte von Ju-Air Gegenstand der SUST-Untersuchungen.[29]

Das Eidgenössische Departement für Umwelt, Verkehr, Energie und Kommunikation beauftragte aufgrund des Entwurfes zum Schlussbericht das niederländische Nationale Luft- und Raumfahrtlabor mit einer Untersuchung. Es soll die Tätigkeit des BAZL prüfen, und zwar auch die Aufsichtstätigkeit dieser Behörde ausserhalb der historischen Fliegerei. Die Ergebnisse sollen im Frühling 2021 vorliegen.

### Bericht derSonntagsZeitungam 30. August 2020
Basierend auf dem vertraulichen Entwurf des Schlussberichtes, der zur Stellungnahme an die beteiligten Personen versandt wurde, berichtete die SonntagsZeitung, dass ein zu tiefes Einfliegen in den Talkessel die Hauptursache des Unfalls war. In der Folge war eine sichere Umkehrkurve nicht mehr möglich. Diese Flugtaktik habe im «krassen Gegensatz» zur sehr grossen fliegerischen Erfahrung der beiden Piloten gestanden. Die Piloten, insbesondere aber der auf diesem Flug verantwortliche Captain, seien regelmässig mit einer unsicheren Flugtaktik unterwegs gewesen, hätten mehrfach fliegerische Regeln gebrochen und seien wenig selbstkritisch gewesen. Es gibt keine Hinweise darauf, dass technische Defekte oder das Wetter den Unfall verursachten. Dem BAZL war bekannt, dass Piloten der Ju-Air wiederholt auf eine riskante Weise flogen, aber es hatte nicht eingegriffen. So habe der verantwortliche Pilot sogar bei früheren Checkflügen die Mindestflughöhen unterschritten.
Hingewiesen wird in diesem Zusammenhang darauf, dass das alpine Gebiet Anpassungen der Flugtaktik erfordert. Zum Beispiel werden Gebirgspässe und -kämme im spitzen Winkel (und nicht frontal) überflogen, damit bei fehlender Leistungsreserve gefahrlos eine Kurve zurück ins eigene Tal geflogen werden kann. Ebenso müssen Steigflüge, je nach Gelände auch kreisend, frühzeitig begonnen werden. Es muss zudem berücksichtigt werden, dass eine Umkehrkurve unter Umständen (enges Tal, grosse Dichtehöhe) nur im Sinkflug möglich ist, um einen Strömungsabriss zu vermeiden.

## Schlussbericht
Der Schlussbericht der Schweizerischen Sicherheitsuntersuchungsstelle (SUST) wurde im Januar 2021 veröffentlicht.
Als direkte, kausale Unfallursachen werden genannt:
- Hochriskante Wahl des Flugweges in geringer Höhe in einem engen Tal ohne die sichere Möglichkeit der Umkehr oder eines alternativen Flugweges.
- Eine gefährlich niedrige Fluggeschwindigkeit nahe am Strömungsabriss.

Das führte durch die in der Gebirgsfliegerei in Geländenähe zu erwartenden Turbulenzen zu einem kurzzeitigen Strömungsabriss mit Kontrollverlust und damit zu einer ausweglosen Situation, da kein Raum vorhanden war, um die Störung abzufangen.
Direkt beigetragen haben folgende Faktoren:
- Gewohnheitsmässige Nichteinhaltung anerkannter Regeln für einen sicheren Flugbetrieb durch die Piloten, insbesondere jene für die Gebirgsfliegerei geltenden Regeln.
- Flug mit einem Massenschwerpunkt ausserhalb der zugelassenen Grenzen.

Als systemische Ursache bzw. systemisch beitragende Faktoren werden genannt:
- Fehlende Voraussetzungen für einen gewerblichen Luftverkehrsbetrieb des Flugzeuges. Das Flugzeug wurde 1985 vom Bundesamt für Zivilluftfahrt für die gewerbliche Nutzung in einer Kategorie zugelassen, in welcher der Instrumentenflug üblich ist, – ohne die besonderen Umstände zu berücksichtigen, welche bei Sightseeing-Flügen mit historischen Flugzeugen auftreten.
- Die Massen- und Schwerpunktberechnung konnte aufgrund mangelhafter Arbeitsmittel nicht auf korrekte Weise durchgeführt werden.
- Gewohnheitsmässige übergrosse Risikobereitschaft der Piloten. Dies war insbesondere bei jenen Ju-52-Piloten der Fall, die vorher in der Schweizer Luftwaffe Dienst geleistet hatten.
- Fehlender Wille des Luftfahrtunternehmens, auftretende Mängel, Risiken und Regelbrüche zu erkennen und zu verhindern. Es bestanden seitens der Ju-Air genügend Prozesse, welche dies verhindern sollten. Jedoch wurden die vorhandenen Prozesse äusserst mangelhaft umgesetzt.
- Unterlassung der Meldung von mehreren früheren schweren Vorfällen an die zuständigen Stellen, so dass diese keine entsprechenden Massnahmen ergreifen konnten.
- Kein Eingriff der Aufsichtsbehörde zur Beseitigung der zahlreichen betrieblichen Mängel und Risiken.

Des Weiteren befand sich das Flugzeug in einem nicht ordnungsgemässen technischen Zustand, es konnte die ursprünglichen – und im aktuellen Betriebshandbuch beschriebenen – Flugleistungen nicht mehr erreichen, die Instandhaltung war nicht zielführend organisiert, die Crew war für den spezifischen Flugbetrieb mangelhaft ausgebildet sowie nicht vertraut mit dem Verhalten des Flugzeuges bei Strömungsabriss in allen kritischen Situationen, die Aufsichtsbehörde griff bei den technischen Mängeln nicht ein, das Fachwissen der beteiligten Personen beim Unternehmen, den Instandhaltungsbetrieben und der Aufsichtsbehörde war teilweise ungenügend.
Die sehr zahlreichen und gravierenden Sicherheitsdefizite führten zu einer Vielzahl an Sicherheitshinweisen und Sicherheitsempfehlungen.